# Consistentvet
Consistentvet is een middel op basis van minerale oliën voor het onderhoud en de bescherming van metalen onderdelen.
Het middel bevat een aandeel van 10-15% aan calcium-, aluminium- en lithiumzeep. Het is zeer viskeus en waterafstotend, en beschermt tegen corrosie en roestvorming. Ook heeft het smerende eigenschappen.
Tegenwoordig wordt consistentvet enkel nog geleverd door de firma Griffon, terwijl het vroeger ook geproduceerd werd door onder meer Bison International.